# Éliane de Latour
Pour les articles homonymes, voir Latour.
Éliane de Latour est une réalisatrice française, anthropologue, directrice de recherche au CNRS.

## Biographie
Eliane de Latour, directrice de recherches au CNRS, anthropologue, photographe et cinéaste, a entrepris des enquêtes de terrains en France, en Afrique et en Inde. Elle a commencé par une thèse [1980] complétée de deux films qui s’inscrivaient dans l’anthropologie politique de George Balandier. Les Temps du Pouvoir et Tidjane. Elle s'est vite posé la question des écritures alternatives, de  la malléabilité d’une représentation selon son contexte et l’intention de l’auteur. Et elle s'est attachée à d'autres modes de restitution des connaissances : le cinéma documentaire ou fiction, la photo, l’écrit scientifique ou littéraire. Le sujet impose la forme. Une enquête de terrain soutient chacun de ses projets.
Elle a ensuite porté un regard de l'intérieur sur les mondes fermés de ceux que l'on repousse derrière une frontière physique ou sociale. En corrélation avec la question de l’émancipation. Comment ces individus “hors”, en situation de contrainte, continuent à échafauder des liens sociaux, se réinventer, construire des imaginaires, avec et sans la société qui exclut ?   

## 1986 à 1993
Sur ce sujet, elle sort en 1989 un documentaire sur des personnes âgées en Cévennes  « hors » de l’économie dominante, Le Reflet de la vie, sélectionné au Festival du Réel [Prix de la Qualité, CNC].
Puis vient Contes et décomptes de la cour, 1993, un film sur des femmes cloitrées dans un harem au Niger “hors” de la mixité sociale. Il fait son ouverture officielle à la Berlinale [Forum] et obtient, entre autres, le Prix Georges Sadoul et le Gold Hugo Ward au festival de Chicago.

## 1993 à 2004
Peu à peu, elle «fictionne» son écriture en abordant les mondes fermés de l’illégalité: prison, ghetto, clandestinité. Arrive Si bleu, si calme, 1996, une incursion sensible dans le monde pénitencier français -“hors la loi”- Il est présenté en sélection officielle à Locarno [Cinéastes du présent] ; il obtient des mentions du jury au Prix Europa et au Festival International de Lisbonne. Il sort en salle en 1998.
Elle enchaine avec un long métrage de fiction, Bronx Barbes, 2000, tourné dans les ghettos d’Abidjan  -“hors institution”-  sélectionné en compétition internationale à Locarno où il obtient une Mention spéciale du Jury de Locarno et d’autres prix ailleurs. Il sort en salle en 2000, et dépasse les records de Titanic en Afrique francophone.
Dans la suite narrative du film précédant, le long métrage de fiction, Après l’Océan  [Ex Birds of Heaven 2005] met en scène les ghettomen qui franchissent la mer, répondant ainsi à leur figure du «héros» qui se réalise toujours ailleurs. Il est projeté à la Berlinale [Panorama] pour sa Première internationale. Il sort en salle en 2009.

## 2005 à 2011
La question de la réclusion sociale a pour corolaire celle de l’émancipation et dans ce cadre, Eliane de Latour mène une enquête dans le Deccan sur un esclave abyssin devenu Régent Sultan dans l’Inde du 16è/17è, un exemple qui rompt avec les préjugés d’Africains passifs et assistés dont on sait on sait plus ce qu’il ont subi, moins ce qu’ils ont apporté au monde. Un scénario voit le jour. Trop cher pour les producteurs. Il se transforme en roman historique Malik Ambar [Ed Seinkis 2011].
En 2009, elle entame une enquête sur les jeunes filles de moins de 25 ans qui se vendent dans les ghettos à 1,50€ la passe ou contre une dose. Elle enquête au Maroc dans deux prisons pour mineures à Casablanca, en France à la P.J.J. Paris nord, et en milieu ouvert à Abidjan. Sort sur ces Go de nuit deux expositions photo à la Maison des métallos [Ville de Paris] en 2011 et 2014 où elle obtient la Sélection Paris-Photo 2014. Et en 2016, un long métrage documentaire Little Go Girls fait sa Première mondiale en Compétition au Festival Vision du Réel à Nyon en Suisse. Il obtient le Grand prix du Festival international de Vérone, Italie.
A la sortie du premier déconfinement 2020, et face à la disparition vertigineuse du vivant, elle décide d’abandonner ses anciens terrains pour retrouver ce qui l’habite depuis l’enfance : nos liens avec les animaux, une expérience multiforme, interactive, ramenée chez «les modernes» (B.Latour) à la seule domination des Sapiens dans des hiérarchies destructives. Pour la première fois, elle se lance dans la réalisation d’un film personnel, sans enquête préalable, lié à ses convictions politiques : Animus femina (2024). Un récit à quatre voix. Quatre dames de la faune donnent à penser, agir, sentir, voir. Chacune partage sens et sensibilité avec la révolte qui est la sienne.
En 2025, elle adapte le roman de Clara Arnaud «Et vous passerez comme des vents fous» (Ed Actes Sud). Vents fous l’amène sur un terrain social plus conflictuel avec des enjeux politiques complexes. La protection de la biodiversité reste le sujet de fond.
En production, elle travaille avec Serge Lalou des Films d’ici.
Son site https://elianedelatour.com/

## Filmographie
- 1983 : Le Temps du pouvoir (Prix des bibliothèques - Cinéma du réel 1985[1].)
- 1988 : Tidjane ou la voie d'Allah
- 1989 : Le Reflet de la vie
- 1993 : Contes et comptes de la cour (Prix Georges-Sadoul 1993[2] - Gold Award, Festival de Chicago, Prix des Bibliothèques, Cinéma du Réel, Prix des Rencontres Européennes de Télévisio
- 1996 : Si bleu, si calme, Mention spéciale au festival international du film de Lisbonne DocLisboa en 1996[3]
- 2000 : Bronx-Barbès, Mention du Jury, Festival international de Locarno - Grand Prix du Festival du Film français - Albi
- 2009 : Après l'océan
- 2009 : Enfants du ballon
- 2015 : Little Go Girls, Grand prix du Festival international de Vérone, Italie.

## Expositions de photos
- 2011: Go de nuit. Les belles oubliées. Maison des métallos, Paris
- 2014: Go de nuit. Les belles retrouvées. Maison des métallos, Paris, Sélection Paris-Photo 2014

## Publications
- Les Temps du pouvoir, Éditions de l'École des Hautes études en sciences sociales, 1992  (ISBN 2713209943)
- Go de nuit : Abidjan, les jeunes invisibles, Taa'ma éditions, 2011  (ISBN 9782954033907)
- Malik Ambar : l'histoire vraie d'un esclave africain né en Abyssinie devenu Régent Sultan en Inde, Steinkis, 2011  (ISBN 9791090090019)
- Abidjataam : bande originale du film Après l'Océan. Les bandes voix du port d'Abidjan a cappella. 2009 Rue Stendhal